# Wolfgang Schreiner
Wolfgang Schreiner (* 11. April 1957) ist ein ehemaliger deutscher Fußballtorwart, der für den MSV Duisburg zu 23 Bundesligaeinsätzen kam.

## Karriere
Zur Saison 1975/76 wurde Schreiner in den Bundesligakader des MSV Duisburg aufgenommen, war hinter Gerhard Heinze und Dietmar Linders aber nur als Reservist vorgesehen. Am Ende einer Spielzeit, in der er nicht aufgeboten wurde, verabschiedete sich Linders, wohingegen Heinze die feste Nummer eins blieb. Dieser wurde jedoch nach einer Partie gegen den FC Schalke 04 mit schweren Nierenproblemen ins Krankenhaus eingeliefert, woraufhin Schreiner für ihn nachrückte und am 27. November 1976 bei einem 0:0 gegen den Hamburger SV im Alter von 19 Jahren sein Debüt in der höchsten deutschen Spielklasse gab. Anschließend bestritt er ein weiteres Spiel und machte dann wieder für den zurückgekehrten Stammtorwart Platz. Ähnlich verliefen auch die nachfolgenden Spielzeiten, in denen er Heinze wiederholt für einen gewissen Zeitraum ersetzten durfte. Zu seinem längsten Aufenthalt auf der Torwartposition kam es zu Beginn der Spielzeit 1978/79. Damals hütete er bei acht aufeinanderfolgenden Begegnungen das Tor des MSV, nachdem sich Heinze im Training die Hand gebrochen hatte. Er blieb dem Verein treu, bis dieser 1982 in die Zweitklassigkeit abstieg, hatte sich allerdings nie gegen den knapp neun Jahre älteren Heinze durchsetzen können. Von 1976 bis zu seinem Abschied war er in sechs aufeinanderfolgenden Saisons für jeweils mehrere Bundesligapartien berücksichtigt worden, kam aber in der Gesamtbilanz nicht über 23 Spiele hinaus.
Nach 1982 verabschiedete sich Schreiner zunächst aus dem bezahlten Fußball. 1988 gelang ihm mit dem Wechsel vom VfB Remscheid zum Zweitligisten Union Solingen die Rückkehr in den Profibereich. Der inzwischen 31-Jährige nahm dort einen festen Stammplatz ein und stand in der Spielzeit 1988/89 bei allen 38 Partien auf dem Platz, musste an deren Ende jedoch den Abstieg seiner Mannschaft hinnehmen, womit seine Profilaufbahn endete.